# 角川映画スペシャル
『角川映画スペシャル』（かどかわえいがスペシャル）は、1985年7月20日に角川レコード／東芝EMIより発売されたサウンドトラックのコンピレーション・アルバム。

## 解説
角川春樹事務所創立10周年を記念して角川映画のボーカル入りのヒット曲12曲を一枚にまとめた豪華版。

## 収録曲

### Side A
1. 人間の証明のテーマ／ジョー山中
2. 戦士の休息／町田義人
3. 蘇える金狼のテーマ／前野曜子
4. 戦国自衛隊のテーマ／松村とおる
5. セーラー服と機関銃／薬師丸ひろ子
6. 汚れた英雄／ローズマリー・バトラー

### Side B
1. 探偵物語／薬師丸ひろ子
2. 時をかける少女／原田知世
3. 里見八犬伝／ジョン・オバニオン
4. メイン・テーマ／薬師丸ひろ子
5. 愛情物語／原田知世
6. Woman "Wの悲劇"より／薬師丸ひろ子

## 発売履歴
| 発売日        | レーベル              | 規格 | 規格品番  |
| ------------- | --------------------- | ---- | --------- |
| 1985年7月20日 | 角川レコード／東芝EMI | LP   | WTP-90335 |
| 1985年7月20日 | 角川レコード／東芝EMI | CT   | ZH28-1535 |
| 1985年7月20日 | 角川レコード／東芝EMI | CD   | CA32-1144 |